# Semenivka, Arbuzînka
Semenivka (în ucraineană Семенівка) este localitatea de reședință a comunei Semenivka din raionul Arbuzînka, regiunea Mîkolaiiv, Ucraina.

## Demografie
Componența lingvistică a localității Semenivka
     Ucraineană (90,45%)
     Rusă (4,85%)
     Română (4,13%)
     Alte limbi (0,41%)
Conform recensământului din 2001, majoritatea populației localității Semenivka era vorbitoare de ucraineană (90,45%), existând în minoritate și vorbitori de rusă (4,85%) și română (4,13%).